# Luís IV de Hesse-Marburgo
Luís IV de Hesse-Marburgo (27 de maio de 1537 - 9 de outubro de 1604) foi um dos filhos do conde Filipe I de Hesse e da sua esposa, a duquesa Cristina da Saxónia. Após a morte do seu pai em 1567, Hesse foi dividido entre si e os seus irmãos e Luís recebeu os territórios correspondentes a Hesse do norte, num Estado que se passou a chamar Hesse-Marburgo por ter como cidades principais Marburgo e Giessen.

## Biografia
Luís teve a sua educação na corte do duque Cristóvão de Württemberg. Mandou renovar o Castelo de Marburgo sob a orientação do arquitecto Ebert Baldewein. Como queria aumentar os seus territórios de forma pacífica, comprou partes dos territórios dos condes de Nassau-Saarbrücken e de Nassau-Weilburg entre 1570 e 1583.

## Casamentos
A 10 de maio de 1563, Luís casou-se com a duquesa Edviges de Württemberg, de quem não teve filhos. Após a sua morte, voltou a casar-se, desta vez com a condessa Maria de Mansfeld. Quando morreu em 1604, não deixou descendentes, pelo que os seus territórios foram divididos entre os seus sobrinhos Maurício de Hesse-Cassel e Luís V de Hesse-Darmstadt com a condição de que estes continuariam a ser luteranos.

## Genealogia
| Luís IV de Hesse-Marburgo | Pai: Filipe I de Hesse   | Avô paterno: Guilherme II de Hesse       | Bisavô paterno: Luís II do Baixo Hesse       |
| Luís IV de Hesse-Marburgo | Pai: Filipe I de Hesse   | Avô paterno: Guilherme II de Hesse       | Bisavó paterna: Matilde de Württemberg-Urach |
| Luís IV de Hesse-Marburgo | Pai: Filipe I de Hesse   | Avó paterna: Ana de Mecklenburg-Schwerin | Bisavô paterno: Magnus II de Mecklemburgo    |
| Luís IV de Hesse-Marburgo | Pai: Filipe I de Hesse   | Avó paterna: Ana de Mecklenburg-Schwerin | Bisavó paterna: Sofia da Pomerania-Stettin   |
| Luís IV de Hesse-Marburgo | Mãe: Cristina da Saxónia | Avô materno: Jorge da Saxônia            | Bisavô materno: Alberto III da Saxónia       |
| Luís IV de Hesse-Marburgo | Mãe: Cristina da Saxónia | Avô materno: Jorge da Saxônia            | Bisavó materna: Sidónia da Boémia            |
| Luís IV de Hesse-Marburgo | Mãe: Cristina da Saxónia | Avó materna: Bárbara da Polónia          | Bisavô materno: Casimiro IV da Polónia       |
| Luís IV de Hesse-Marburgo | Mãe: Cristina da Saxónia | Avó materna: Bárbara da Polónia          | Bisavó materna: Isabel da Áustria            |